# Gau Kurhessen
Il Gau Kurhessen fu una divisione amministrativa della Germania nazista dal 1933 al 1945, inizialmente nota con il nome di Gau Hesse-Nassau-Nord, comprendente la zona settentrionale della provincia prussiana di Hesse-Nassau. Prima di allora, dal 1925 al 1933, fu la suddivisione regionale del partito nazista in quella zona.

## Storia
Il sistema di Gau (plurale Gaue) fu originariamente istituito in una conferenza del partito il 22 maggio 1926, al fine di migliorare l'amministrazione della struttura del partito. Dal 1933 in poi, dopo la presa del potere nazista, i Gaue sostituirono sempre più gli stati tedeschi come suddivisioni amministrative in Germania. Il Gau era originariamente parte del Gau Hesse-Nassau che fu diviso in Gau Hesse-Nassau-Nord e Gau Hesse-Nassau-Süd alla fine del 1925. Nel 1934 il Gau Hesse-Nassau-Nord fu riorganizzato e rinominato Gau Electoral Hesse.
Alla testa di ogni Gau si trovava un Gauleiter, una posizione che divenne sempre più potente, soprattutto dopo lo scoppio della seconda guerra mondiale. I Gauleiter locali erano incaricati della propaganda e della sorveglianza e, dal settembre 1944 in poi, del Volkssturm e della difesa del Gau.
La posizione di Gauleiter fu originariamente detenuta da Walter Schultz dal 1925 al 1928, seguito da Karl Weinrich dal 1928 al 1943. Karl Gerland succedette a Weinrich, inizialmente in una posizione ad interim prima di diventare Gauleiter permanente nel 1944. Gerland fu ucciso in battaglia contro i sovietici nell'aprile 1945. Weinrich, il suo predecessore che fu rimosso dalla sua posizione a causa dell'incompetenza durante un bombardamento su Kassel, sopravvisse alla guerra e fu condannato a dieci anni di prigione nel 1949. Morì nel 1973.

## Gauleiter
I Gauleiter del Gau Kurhessenː
- Walter Schultz - dal 1º marzo 1927 al 1928.
- Karl Weinrich - dal 13 settembre 1928 al novembre 1943.
- Karl Gerland - dal 13 dicembre 1943 al 12 aprile 1945.